# Тилевич, Марк Григорьевич
Марк Григо́рьевич Тиле́вич (10 июля 1922, Москва, РСФСР — 7 августа 2017, Москва, Российская Федерация) — советский журналист, многолетний заместитель главного редактора журнала «За рулем», вице-президент Международного комитета бывших узников Заксенхаузена, член Международного фонда «Бранденбургские мемориалы», член наблюдательного совета Российского фонда «Взаимопонимание и примирение», вице-президент Межрегиональной общественной организации инвалидов — бывших узников фашистских концлагерей. Заслуженный работник культуры РФ.

## Биография
Родился 10 июля 1922 года в еврейской семье. Мать — Анна Марковна Сировская. Отец — Григорий (Гирш) Савельевич Тилевич, революционер, бывший член Еврейской социалистической рабочей партии, пенсионер всесоюзного значения.
В октябре 1940 года призван в ряды Красной армии. С 1941 года, в должности замполитрука артиллерийской части, служил в Литве, в нескольких километрах от советско-германской границы. В конце лета 1941 года был ранен и попал в плен в бессознательном состоянии. В плену скрыл свою должность заместителя политрука и национальность, назвавшись Михаилом Тилевичем.
Находился в лагере Витцендорф — Шталаге 310 (Х Д) в Нижней Саксонии. Безуспешно пытался бежать из плена с надеждой перейти линию фронта. Был пойман и отправлен в штрафной лагерь на тяжелые работы и строгий режим.
В начале июня 1943 года безуспешно пытался бежать во второй раз. За это был переведен в концлагерь Заксенхаузен. В Заксенхаузене вступил в подпольную организацию советских военнопленных вместе с генерал-майором Ткаченко, старшим лейтенантом Николаем Голубевым, лейтенантом Иваном Васильевым, Яковом Костяниным, подполковником Александром Бородиным и многими другими. Был освобожден советскими солдатами 2 мая 1945 года после марша смерти к Балтийскому морю. Служил в рядах Советской армии до октября 1946 в Группе советских войск в Германии.
В 1951 окончил редакционно-издательский факультет Московского полиграфического института. С 1955 — редактор журнала «Строительные материалы». С 1959 — заместитель главного редактора журнала «За рулем», в последние годы жизни — советник главного редактора журнала. Марк Тилевич был основателем множества новых рубрик, в том числе и созданного по его инициативе раздела «автомобильный спорт» в самом массовом автомобильном журнале страны. Марк Григорьевич является также инициатором создания совместно с ФАС СССР знаменитого соревнования — «Гонки звезд» на призы журнала «За рулем». Много раз участвовал в подготовке соревнований по кольцевым автогонкам на «супер приз Москвы».
Скончался 7 августа 2017 года, похоронен на Новом Донском кладбище.

## Общественная деятельность
Как вице-президент международного и национального комитета узников нацизма, был инициатором открытия в мемориальном комплексе «Заксенхаузен» памятника советским военнопленным в 2000 году. В 2001 году благодаря ему же появилась фотоэкспозиция «Советские военнопленные в Заксенхаузене. 1941—1945 годы». В Москве работал региональный общественный благотворительный фонд «Памяти узников концентрационных лагерей имени Марка Тилевича».

### По редакцией Марка Григорьевича Тилевича
- Автомобилист, 85: Техника, спорт, история. Сборник / [Сост. М. Г. Тилевич]. — М.: Изд-во ДОСААФ, 1985. — 92 с.
- Автомобилист,87: Техника. Спорт. История: Сборник / [Сост. М. Г. Тилевич]. — М.: Изд-во ДОСААФ СССР, 1987. — 108,[2] с.
- Автомобилист,88: Техника. Спорт. История: Сборник / [Сост. М. Г. Тилевич]. — М.: Изд-во ДОСААФ СССР, 1988. — 108,[2] с.
- Автомобилист,89,90: Техника, спорт, история: Сборник / [Сост. М. Г. Тилевич]. — М.: Патриот, 1990. — 141,[2] с.